# Tempus fugit
Tempus fugit är latin för "tiden flyr". Uttrycket kommer ursprungligen ifrån en versrad ur Vergilius Georgica, nämligen Sed fugit interea, fugit irreparabile tempus vilket översätts ungefär till "Under tiden flyr den oersättliga tiden".